# سامانثا فينوغراد
سامانثا إيرين فينوغراد ولدت يوم 17 فيفري 1983  وهي مسؤولة حكومية أمريكية ومعلقة على السياسة الخارجية عملت كوزيرة مساعدة لمكافحة الإرهاب ومنع التهديدات في وزارة الأمن الداخلي منذ عام 2022.